# Cuarta generación de computadoras
La denominada cuarta generación es el producto del microprocesador de los circuitos electrónicos. El tamaño reducido de los chips hizo posible la creación de las computadoras personales (PC). Hoy en día las tecnologías LST (integración a gran escala) y VLSI (integración a 
Mayor escala) permiten que cientos de miles de componentes electrónicos se almacenen en un microchip. Usando VLs, un fabricante puede hacer que una computadora pequeña rivalice con una computadora de la primera generación que ocupaba un cuarto completo. Hicieron su gran debut las microcomputadoras.
Hizo que sea una  computadora ideal para uso “personal”, de ahí que el término “PC” se estandarizara y los clones que sacaron posteriormente otras empresas fueron llamados “PC y compatibles”, usando procesadores del mismo tipo que las IBM , pero a un costo menor y pudiendo ejecutar el mismo tipo de programas.
Existen otros tipos de microcomputadoras , como la Macintosh, que no son compatibles con la IBM, pero que en muchos de los casos se les llaman también “PC”, por ser de uso personal. El primer microprocesador fue el Intel 4004, producido en 1971. Se desarrolló originalmente para una calculadora, y resultaba revolucionario para su época. Contenía 2300 transistores en un microprocesador de 4 bits que solo podía realizar 60 000 operaciones por segundo. La computadora de cuarta generación es la más moderna, la que le sigue es la quinta generación.

## Microprocesadores

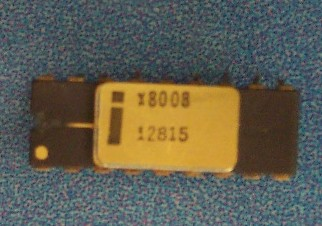
Microprocesador Intel 8008.

El primer microprocesador de 8 bits fue el Intel 8008, desarrollado en 1972 para su empleo en terminales informáticos. El Intel 8008 contenía 3300 transistores. El primer microprocesador realmente diseñado para uso general, desarrollado en 1974, fue el Intel 8080 de 8 bits, que contenía 4500 transistores y podía ejecutar 200 000 instrucciones por segundo. Los microprocesadores modernos tienen una capacidad y velocidad mucho mayores.
Entre ellos figuran el Intel (IBM PC) con 5,5 millones de transistores; el UltraSparc-II, de Sun Microsystems, que contiene 5,4 millones de transistores; el PowerPC 620, desarrollado conjuntamente por Apple, IBM y Motorola, con siete millones de transistores, y el Alpha 21164A, de Digital Equipment Corporation, con 9,3 millones de transistores. El microprocesador es un circuito electrónico que actúa como unidad central de proceso de un ordenador, proporcionando el control de las operaciones de cálculo.
Los microprocesadores también se utilizan en otros sistemas informáticos avanzados, como impresoras, automóviles o aviones. En 1995 se produjeron unos 4000 millones de microprocesadores en todo el mundo. El microprocesador es un tipo de circuito sumamente integrado. Los circuitos integrados, también conocidos como microchips o chips, son circuitos electrónicos complejos formados por componentes extremadamente pequeños formados en una única pieza plana de poco espesor de un material conocido como semiconductor.1lm
Los microprocesadores modernos incorporan hasta 10 millones del transistores (que actúan como amplificadores electrónicos, osciladores o, más a menudo, como conmutadores), además de otros componentes como resistencias, diodos, condensadores y conexiones, todo ello en una superficie comparable a la de un sello postal. Un microprocesador consta de varias secciones diferentes.
Los más complejos contienen a menudo otras secciones; por ejemplo, secciones de memoria especializada denominadas memoria caché, modernos funcionan con una anchura de bus de 64 bits: esto significa que pueden transmitirse simultáneamente 64 bits de datos. Un cristal oscilante situado en el ordenador proporciona una señal de sincronización, o señal de reloj, para coordinar todas las actividades del microprocesador intel.

## Computadoras
Las computadoras de cuarta generación fueron:
PDP-10: Fue una computadora fabricada por DEC. Su arquitectura era casi idéntica a la del PDP-6, ya que compartía la misma longitud de palabras de 36 bits y el mismo conjunto de instrucciones levemente expandido. Lo más notable de esta expansión fueron las instrucciones "byte", que operaron en campos de bits de tamaño arbitrario. DEC retiró del mercado la línea de productos PDP-10 en 1983, debido a que el VAX, que era también desarrollado por DEC, era más provechoso económicamente.
PDP-11: Fue una computadora desarrollada por DEC y fue la primera microcomputadora en interconectar todos los elementos del sistema en un bus de comunicación bidireccional y asíncrono. Este dispositivo se llamaba UNIBUS y permitía a los dispositivos recibir, enviar o intercambiar datos sin necesidad de dar un paso intermedio por la memoria. También fue una de las primeras computadoras en ejecutar el sistema operativo UNIX, desarrollado en los Laboratorios Bell. Pasó de tener una CPU hecha con circuitos TTL MSI a usar microprocesadores como el LSI-11. Debido a la producción en masa de chips XENIX, la PDP-11 perdió sus ventajas de costo para que fuera vendida finalmente a Mentec Inc. en 1994. Más tarde, a fines de la década de 1990, tanto DEC como toda la industria computacional de Nueva Inglaterra quebró.
Cray-1: El Cray-1 fue una supercomputadora diseñada por un grupo de matemáticos encabezado con Seymour Cray para Cray Research. Fue una de las computadoras más exitosas de su época. Operaba con procesadores vectoriales a 80 MHz, era un sistema de 64 bits y pesaba 5,5 toneladas incluyendo el sistema de refrigeración con freones. A pesar de su gran tamaño solo tenía 8,8 MB de RAM.
Cray X-MP: La Cray X-MP fue una computadora diseñada, producida y construida por Cray Research. Fue la primera computadora de procesador vectorial, memoria compartida y multiprocesamiento de Cray Research. Fue el sucesor de la Cray-1 y la computadora más rápida del mundo entre 1983 y 1985. Su principal diseñador fue Steve Chen. Fue representada en películas como La caza del Octubre Rojo de John McTiernan.